# ملاقات خصوصی
ملاقات خصوصی فیلم درام عاشقانه ایرانی به کارگردانی امید شمس، تهیه‌کنندگی امیر بنان و نویسندگی امید شمس، علی سرآهنگ و بهمن ارک محصول سال ۱۴۰۰ است. پریناز ایزدیار، هوتن شکیبا، رؤیا تیموریان، ریما رامین‌فر، نادر فلاح، سیاوش چراغی‌پور، پیام احمدی‌نیا، شیرین آقارضاکاشی، ایمان شمس، جواد قامتی، امیرحسین بیات و حسین پارسایی گروه بازیگران آن را تشکیل می‌دهند.
ملاقات خصوصی نخستین‌بار در بهمن ۱۴۰۰ در بخش سودای سیمرغ چهلمین دوره جشنواره فیلم فجر به نمایش درآمد و برنده سیمرغ بلورین بهترین فیلم از نگاه تماشاگران شد، اما به دلیل حواشی ایجاد شده در این دوره این جایزه حذف شد. این فیلم با بازخورد مثبتی از سوی منتقدان و مخاطبان همراه بود و در ۱۴ دی ۱۴۰۱ در سینماها اکران شد و به «پرفروش‌ترین فیلم غیرکمدی سال ۱۴۰۱» تبدیل شد.
ملاقات خصوصی برندهٔ جایزهٔ بهترین فیلم و بهترین فیلم‌نامه از جشن حافظ شد.

## داستان
پروانه دختری است که پدرش به زندان افتاده و برادرش ایمان که زمانی در مسابقات مردان آهنین جولان می‌داده حالا یک بدهکار فراری است. او در عطاری پدرش کار می‌کند و با پدرش در زندان به‌طور مخفیانه در ارتباط است. این ارتباط مخفیانه از طریق گوشی یکی از هم‌بندان پدرش یعنی شخصی به نام فرهاد صورت می‌گیرد. فرهاد و پروانه گهگاه بخاطر برخی مسائل با یکدیگر حرف‌های کوتاهی می‌زنند و در نهایت فرهاد عاشق پروانه می‌شود و از او می‌خواهد که به ملاقاتش بیاید و زندگی این دو نفر به یکدیگر گره می‌خورد و در نهایت این عشق…

## بازیگران
| بازیگر           | نقش        |
| ---------------- | ---------- |
| پریناز ایزدیار   | پروانه     |
| هوتن شکیبا       | فرهاد      |
| ریما رامین‌فر     | فریبا      |
| رؤیا تیموریان    | رضوانه     |
| سیاوش چراغی‌پور   | ایرج       |
| شیرین آقارضاکاشی | مادر فرهاد |
| نادر فلاح        | قادر       |
| پیام احمدی‌نیا    | کامران     |
| حسین پارسایی     | قاضی       |
| جواد قامتی       | محرم       |
| ایمان شمس        | ایمان      |
| امیرحسین بیات    | سپهر       |

## انتشار
ملاقات خصوصی در بهمن ۱۴۰۰ در بخش سودای سیمرغ چهلمین دوره جشنواره فیلم فجر به نمایش درآمد و در آن‌جا توانست نامزد دریافت سیمرغ بلورین بهترین بازیگر نقش مکمل مرد برای احمدی‌نیا و نامزد جایزهٔ بهترین فیلم اول شود. ملاقات خصوصی در ۱۴ دی ۱۴۰۱ در سینما اکران شد. این فیلم تا ۱ مهر ۱۴۰۱ توقیف بود و برای اکران در ۷ مهر برنامه‌ریزی شده‌بود، اما به دلیل گسترش خیزش ۱۴۰۱ ایران، اکران آن به تاریخ فعلی موکول شد. کارگردان امید شمس در مصاحبه‌ای با ایرنا گفت که در این زمان تمایلی به اکران گستردهٔ فیلم نداشته است. او افزود که فیلم سانسور نشده است و «تقریباً» نسخهٔ نمایش داده‌شده در جشنوارهٔ فیلم فجر است. نسخهٔ آنلاین این فیلم در ۴ آبان ۱۴۰۲ از فیلیمو و نماوا منتشر شد.
ملاقات خصوصی که تقریباً یک سال به دلیل توقیف از حضور در جشنواره‌های بین‌المللی محروم بود، در اولین حضور بین‌المللی خود در بیست و هشتمین جشنواره بین‌المللی فیلم رِبات مراکش در بخش مسابقه با سیزده فیلم دیگر از کشورهایی چون فرانسه، اسپانیا، ژاپن، ایتالیا و لبنان به رقابت پرداخت.

### اکران داخلی
| سال  | رویداد                                      | بخش جشنواره/نوع اکران | تاریخ اکران                  | منبع   |
| ---- | ------------------------------------------- | --------------------- | ---------------------------- | ------ |
| ۱۴۰۰ | چهلمین دوره جشنواره فیلم فجر                | سودای سیمرغ           | ۱۲ تا ۲۲ بهمن                | [ ۱۷ ] |
| ۱۴۰۰ | انجمن منتقدان فارسی‌زبان                     | رقابتی                | ۱۲ تا ۲۲ بهمن                | [ ۱۸ ] |
| ۱۴۰۱ | هشتمین جشنواره بین‌المللی فیلم شهر           | مسابقه اصلی           | ۳۰ تیر                       | [ ۱۹ ] |
| ۱۴۰۱ | اکران عمومی                                 |                       | از ۱۴ دی در سینماها اکران شد | [ ۲۰ ] |
| ۱۴۰۲ | ششمین جشنواره بین‌المللی آکادمی افسانه زندگی | اصلی                  | ۱۴ تیر                       | [ ۲۱ ] |
| ۱۴۰۲ | بیست و دومین جشن حافظ                       | بخش مسابقه            | ۸ مهر ۱۴۰۲                   | [ ۲۲ ] |
| ۱۴۰۲ | سومین آئین سپاس تهیه‌کنندگان سینمای ایران    | بخش رقابتی            | دی ۱۴۰۲                      | [ ۲۳ ] |

### اکران بین‌المللی
| سال  | کشور  | رویداد                                          | بخش جشنواره/نوع اکران | تاریخ اکران    | منبع   |
| ---- | ----- | ----------------------------------------------- | --------------------- | -------------- | ------ |
| ۲۰۲۳ | مراکش | بیست و هشتمین جشنواره بین‌المللی فیلم رِبات مراکش | مسابقه اصلی           | ۸ تا ۱۸ نوامبر | [ ۲۴ ] |

## بازخورد

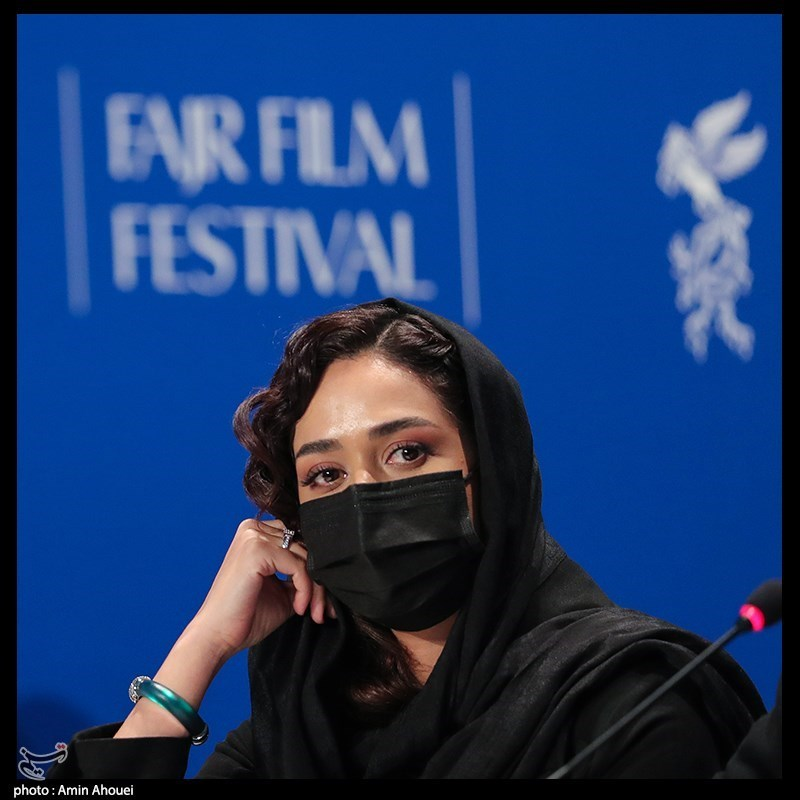
پریناز ایزدیار در نشست خبری فیلم

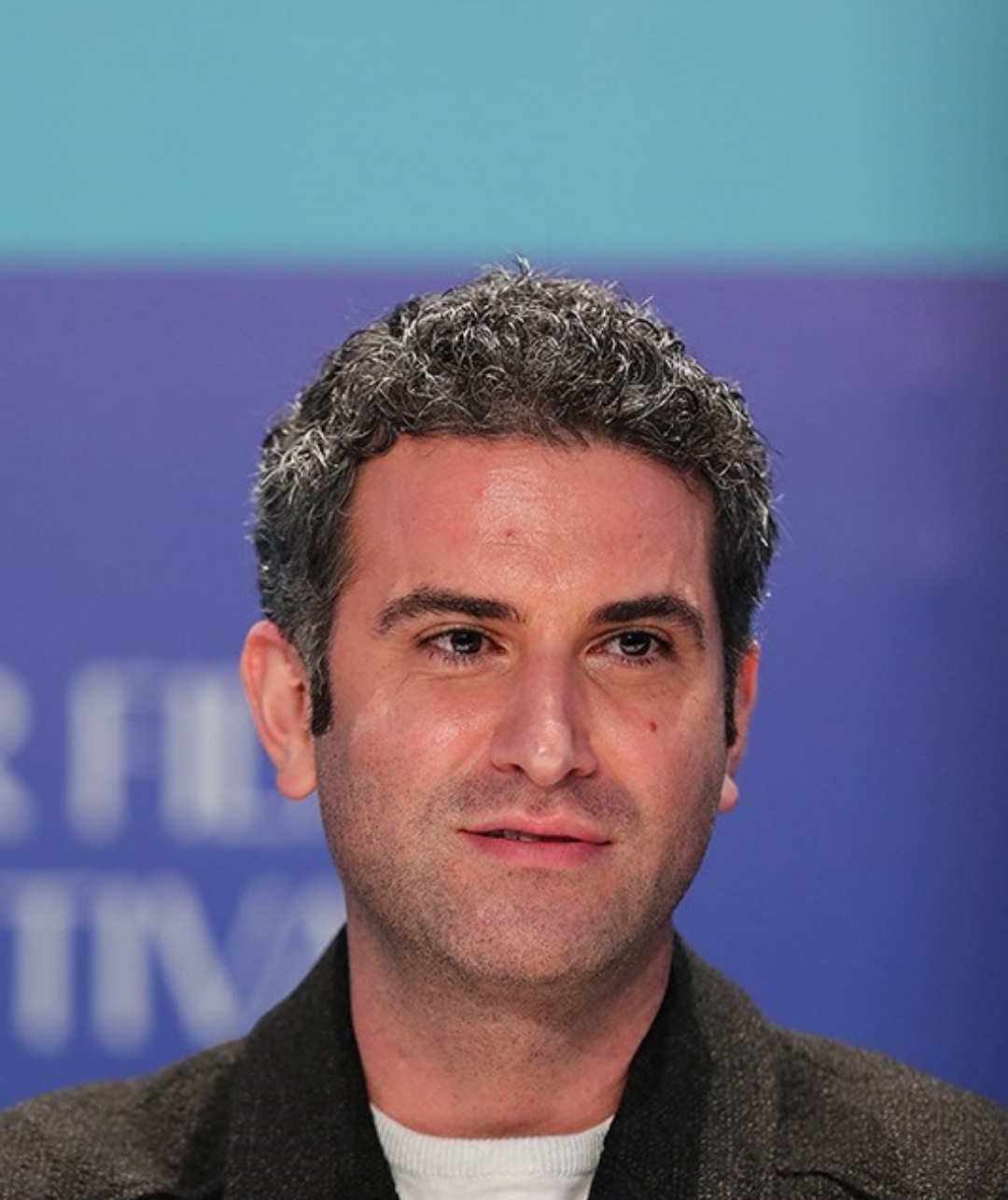
هوتن شکیبا در نشست خبری فیلم

### فروش
از فیلم ملاقات خصوصی به عنوان نجات دهنده گیشه پس از یک دوره افت شدید مخاطب یاد می‌شود که باعث بازگشت مخاطبان به سینما شده است. «ملاقات خصوصی» با عبور از فروش ۲۸ میلیارد تومان در شرایطی سخت از جمله اعتراضات سراسری ۱۴۰۱، همزمانی با چهل و یکمین دوره جشنواره بین‌المللی فیلم فجر و ماه رمضان، «پرفروش‌ترین فیلم غیرکمدی سال ۱۴۰۱» شد.
ملاقات خصوصی در میان ۲۲ فیلم با کسب ۸۱۸ میلیون تومان در بخش مسابقه چهلمین جشنواره فیلم فجر، پرفروش‌ترین فیلم جشنواره شد. ملاقات خصوصی یک روز پس از اکران بیش از ۴٫۰۰۰ بلیت و ۱۴۵ میلیون تومان فروش داشت. این فیلم در سه روز نخست در ۲۰۰ سینما نمایش داده شد و ۸۵۰ میلیون تومان کسب کرد. ملاقات خصوصی بهترین افتتاحیه را در سه ماه گذشته داشت و پس از بخارست به رتبهٔ دوم رسید. محمود گبرلو در ایسنا دلیل عملکرد مثبت ملاقات خصوصی در گیشه را وجود فاصلهٔ بسیار زیاد میان سلیقهٔ مخاطبان و مسئولان حکومتی دانست.
اکران آنلاین ملاقات خصوصی نیز مورد استقبال مخاطبان قرار گرفت. این فیلم سینمایی در کم‌تر از سه روز، بیش از ۳ میلیارد تومان فروش داشت و توانست رکورد تازه‌ای را در حوزه اکران آنلاین فیلم‌های سینمایی به خود اختصاص دهد و این رکورد را به نام خود ثبت کند.

### نظرات منتقدان و تماشاگران
مخاطبان و منتقدان، ملاقات خصوصی را شایسته دریافت جایزه و نامزدی در اکثر بخش‌های چهلمین جشنواره فیلم فجر می‌دانستند اما به دلیل حواشی ایجاد شده در این دوره، سیمرغ بلورین بهترین فیلم از نگاه تماشاگران که تا آخرین روز جشنواره متعلق به ملاقات خصوصی بود حذف شد و با انصراف سازندگان این فیلم و دیگر حواشی، این فیلم فقط در دو بخش نامزد دریافت جایزه شد که با انتقاد شدید منتقدان و مخاطبان رو به رو شد.
نظر منتقدان به ملاقات خصوصی مثبت بود. ملاقات خصوصی و نگهبان شب به‌عنوان فیلم برگزیده منتقدان و نویسندگان «ماهنامه سینمایی فیلم امروز» انتخاب شدند. ملاقات خصوصی به عنوان بهترین فیلم از نگاه ۳۰ منتقد و نویسندهٔ مجله سینمایی برش‌های کوتاه انتخاب شد. ملاقات خصوصی همچنین توانست در رشته‌های بهترین فیلم، بهترین فیلمنامه، بهترین کارگردانی و بهترین بازیگر نقش اصلی زن (پریناز ایزدیار)، بالاترین امتیاز را از سایت جامع منتقدان فارسی‌زبان به انتخاب ۳۷ منتقد به دست آورد.
اغلب منتقدان معتقد بودند بازی پریناز ایزدیار در ملاقات خصوصی از برترین نقش‌آفرینی‌های دههٔ اخیر سینمای ایران و یکی از تحسین‌شده‌ترین بازی‌های کارنامه‌اش است و او را از مدعیان «سیمرغ بهترین بازیگر نقش اول زن» می‌دانستند، اما به دلیل حواشی این فیلم، کاندید نشد.
این فیلم از نگاه کاربران وبگاه سینماتیکت به‌عنوان بهترین فیلم چهلمین دوره جشنواره فیلم فجر انتخاب شد. در این نظرسنجی با ۵۶٫۰۰۰ رای ثبت شده، ملاقات خصوصی با ۵۷ درصد آرا به عنوان محبوب‌ترین فیلم جشنواره انتخاب شد. این فیلم عنوان بهترین فیلم از نگاه کاربران «سلام سینما» را به دست آورد. در نظرسنجی «بهترین فیلم غیرکمدی سال ۱۴۰۱» در «سینماتیکت» با بیش از ۲۰۳٫۰۰۰ رای ثبت شده، ملاقات خصوصی در رقابت با ۱۵ فیلم غیرکمدی دیگر، از جمله علفزار، ابلق، تی تی، موقعیت مهدی، روز صفر و… توانست به عنوان بهترین فیلم غیرکمدی سال به انتخاب «مخاطبان» برگزیده شود.

## جوایز و نامزدی‌ها
| سال  | جشنواره                                                   | قسمت                          | نامزد                           | نتیجه                 | جایزه        | منبع          |
| ---- | --------------------------------------------------------- | ----------------------------- | ------------------------------- | --------------------- | ------------ | ------------- |
| ۱۴۰۰ | چهلمین دوره جشنواره فیلم فجر                              | بهترین فیلم از نگاه تماشاگران | امیر بنان                       | جایزه داده نشد        | سیمرغ بلورین | [ ۴۳ ]        |
| ۱۴۰۰ | چهلمین دوره جشنواره فیلم فجر                              | بهترین فیلم اول               | امید شمس                        | نامزدی‌ام را پس می‌گیرم | سیمرغ بلورین | [ ۴۳ ]        |
| ۱۴۰۰ | چهلمین دوره جشنواره فیلم فجر                              | بهترین بازیگر نقش مکمل مرد    | پیام احمدی‌نیا                   | نامزدی‌ام را پس می‌گیرم | سیمرغ بلورین | [ ۴۳ ]        |
| ۱۴۰۰ | انجمن منتقدان فارسی‌زبان                                   | بهترین فیلم                   | امیر بنان                       | برنده                 |              | [ ۴۴ ]        |
| ۱۴۰۰ | انجمن منتقدان فارسی‌زبان                                   | بهترین فیلمنامه               | امید شمس، بهمن ارک و علی سرآهنگ | برنده                 |              | [ ۴۴ ]        |
| ۱۴۰۰ | انجمن منتقدان فارسی‌زبان                                   | بهترین کارگردان               | امید شمس                        | برنده                 |              | [ ۴۴ ]        |
| ۱۴۰۰ | انجمن منتقدان فارسی‌زبان                                   | بهترین بازیگر نقش اول زن      | پریناز ایزدیار                  | برنده                 |              | [ ۴۴ ]        |
| ۱۴۰۰ | انجمن منتقدان فارسی‌زبان                                   | بهترین بازیگر نقش اول مرد     | هوتن شکیبا                      | نامزدشده              |              | [ ۴۴ ]        |
| ۱۴۰۰ | انجمن منتقدان فارسی‌زبان                                   | بهترین بازیگر نقش مکمل مرد    | پیام احمدی‌نیا                   | نامزدشده              |              | [ ۴۴ ]        |
| ۱۴۰۱ | هشتمین جشنواره بین‌المللی فیلم شهر                         | بهترین فیلم                   | امیر بنان                       | برنده                 | تندیس زرین   | [ ۴۵ ] [ ۴۶ ] |
| ۱۴۰۱ | هشتمین جشنواره بین‌المللی فیلم شهر                         | بهترین فیلمنامه               | امید شمس، بهمن ارک و علی سرآهنگ | نامزدشده              | تندیس زرین   | [ ۴۵ ] [ ۴۶ ] |
| ۱۴۰۱ | هشتمین جشنواره بین‌المللی فیلم شهر                         | بهترین کارگردان               | امید شمس                        | نامزدشده              | تندیس زرین   | [ ۴۵ ] [ ۴۶ ] |
| ۱۴۰۱ | هشتمین جشنواره بین‌المللی فیلم شهر                         | بهترین بازیگر نقش اول مرد     | هوتن شکیبا                      | نامزدشده              | تندیس زرین   | [ ۴۵ ] [ ۴۶ ] |
| ۱۴۰۱ | هشتمین جشنواره بین‌المللی فیلم شهر                         | بهترین بازیگر نقش اول زن      | پریناز ایزدیار                  | نامزدشده              | تندیس زرین   | [ ۴۵ ] [ ۴۶ ] |
| ۱۴۰۲ | جشنواره بین‌المللی آکادمی افسانه زندگی                     | بهترین بازیگر سال             | پریناز ایزدیار                  | برنده                 | لوح تقدیر    | [ ۴۷ ]        |
| ۱۴۰۲ | بیست و دومین جشن حافظ                                     | بهترین فیلم                   | امیر بنان                       | برنده                 | تندیس حافظ   | [ ۴۸ ]        |
| ۱۴۰۲ | بیست و دومین جشن حافظ                                     | بهترین فیلمنامه               | امید شمس، بهمن ارک و علی سرآهنگ | برنده                 | تندیس حافظ   | [ ۴۸ ]        |
| ۱۴۰۲ | بیست و دومین جشن حافظ                                     | بهترین کارگردانی              | امید شمس                        | نامزدشده              | تندیس حافظ   | [ ۴۸ ]        |
| ۱۴۰۲ | بیست و دومین جشن حافظ                                     | بهترین بازیگر مرد             | هوتن شکیبا                      | نامزدشده              | تندیس حافظ   | [ ۴۸ ]        |
| ۱۴۰۲ | بیست و دومین جشن حافظ                                     | بهترین بازیگر زن              | پریناز ایزدیار                  | نامزدشده              | تندیس حافظ   | [ ۴۸ ]        |
| ۱۴۰۲ | چهل و دومین دوره جشنواره بین‌المللی فیلم فجر (بخش تبلیغات) | بهترین آنونس                  | کیومرث بیگ‌زند                   | نامزدشده              | سیمرغ بلورین | [ ۴۹ ]        |
| ۱۴۰۲ | چهل و دومین دوره جشنواره بین‌المللی فیلم فجر (بخش تبلیغات) | بهترین عکس                    | محمد بدرلو                      | نامزدشده              | سیمرغ بلورین | [ ۴۹ ]        |
| ۱۴۰۲ | چهل و دومین دوره جشنواره بین‌المللی فیلم فجر (بخش تبلیغات) | بهترین پوستر                  | محمد بدرلو                      | نامزدشده              | سیمرغ بلورین | [ ۴۹ ]        |
| ۱۴۰۲ | آئین سپاس تهیه‌کنندگان سینمای ایران                        | پرمخاطب‌ترین بازیگر زن         | پریناز ایزدیار                  | برنده                 |              | [ ۵۰ ]        |
| ۱۴۰۲ | آئین سپاس تهیه‌کنندگان سینمای ایران                        | پرمخاطب‌ترین بازیگر مرد        | هوتن شکیبا                      | برنده                 |              | [ ۵۰ ]        |
| ۱۴۰۲ | آئین سپاس تهیه‌کنندگان سینمای ایران                        | بهترین فیلم                   | امیر بنان                       | برنده                 |              | [ ۵۰ ]        |

## حواشی
ملاقات خصوصی تا آخرین روز چهلمین جشنواره فیلم فجر صدرنشین آرای مردمی بود اما در روز آخر جشنواره، برای اولین بار این جایزه به دلایل نامشخص حذف شد. امیر بنان تهیه‌کننده فیلم در واکنش به حذف سیمرغ بلورین بهترین فیلم از نگاه تماشاگران، این تصمیم را موجب آسیب به شأن مردمی جشنواره فجر و لطمه به آبروی سینمای ایران توصیف کرد و در ادامه تصمیم گرفت با انصراف از داوری فیلمش در این دوره، اعتراض خود و عواملش را به‌صورت عملی اعلام کند تا فیلمش در هیچ‌یک از بخش‌ها داوری نشود.
به همین دلیل، عوامل «ملاقات خصوصی» در مراسم اختتامیه حاضر نشدند و در نهایت هوتن شکیبا، پریناز ایزدیار و سایر عوامل فیلم، پستی را در اینستاگرامشان منتشر کردند و از مردم و منتقدان به دلیل استقبال از فیلمشان تشکر کرده و محبت‌های آنان را با هیچ جایزه ای قابل قیاس ندانستند و برای دیگر فیلم‌ها و هنرمندان حاضر در جشنواره آرزوی موفقیت کردند.
همچنین پیگیری خود در رابطه با حذف بی‌دلیل سیمرغ مردمی و یافتن علل و مقصران آن را اعلام کردند تا دیگر شاهد ناحقی در بزرگ‌ترین جشنواره کشور نباشند.
اما ساعاتی بعد که اسامی نامزدهای چهلمین جشنواره فیلم فجر اعلام شد، فیلم «ملاقات خصوصی» در دو بخش «بهترین فیلم اول» و «بهترین بازیگر مکمل مرد» نامزد شده بود و همین موضوع صدای اعتراض تهیه‌کننده و دیگر عوامل فیلم را دوباره بلند کرد. مخاطبان و منتقدان، ملاقات خصوصی را شایسته دریافت جایزه و نامزدی در اکثر بخش‌های چهلمین جشنواره فیلم فجر می‌دانستند و نامزدی این فیلم تنها در دو بخش و بدون هیچ جایزه‌ای با انتقاد شدید منتقدان و مخاطبان رو به رو شد. دبیر جشنواره در پاسخ به اعتراض عوامل گفت:
«فیلمسازان، تهیه‌کنندگان و کارگردانان قبل از اعلام فیلم‌های خود به جشنواره، آیین‌نامه‌ای را امضا می‌کنند. بر اساس این آیین‌نامه، آنان حق انصراف و خارج کردن فیلم‌های خود آن هم چند ساعت قبل از پایان جشنواره را ندارند.»
با این حال هیچ‌یک از عوامل در اختتامیه حاضر نشدند.
همچنین در نظر گرفتن بیشترین جایزه برای فیلم موقعیت مهدی که تولید صدا و سیما است، شائبه حکومتی بودن این رویداد سینمایی و تقدیر از آثار سفارشی را تقویت کرد، به خصوص که تهیه‌کننده این فیلم بعد از دریافت جایزه بهترین فیلم از سازمان صدا و سیما تمجید کرد. در پی حواشی این دوره از جشنواره علاوه بر عوامل فیلم ملاقات خصوصی، مسعود کیمیایی، محمدحسین مهدویان و رضا میرکریمی که هر سه با فیلم‌هایشان در چهلمین جشنواره فیلم فجر حضور داشتند، به نشانه اعتراض از این جشنواره خداحافظی کردند.
ملاقات خصوصی از زمان پایان چهلمین جشنواره فیلم فجر تا مهر ۱۴۰۱ توقیف بود. آنچه موجب توقیف «ملاقات خصوصی» شد، مشکلی بود که سازمان زندان‌ها با این فیلم داشت، همچنین ارگان‌های مختلفی نامه زده بودند که معتقد بودند فیلم به لحاظ محتوایی مشکلاتی دارد که نباید اکران شود. اتفاقی که امید شمس این‌گونه آن را شرح داد: «فیلم ما کاملاً با فیلمنامه‌ای که پروانه ساخت گرفته بود، مطابقت داشت و جالب بود که سازمان زندان‌ها و قوه قضائیه هم فیلمنامه را تأیید کردند اما با تغییر مدیران سازمان سینمایی پس از تغییر دولت همه‌چیز عوض شد و مجوزها و توافقات قبلی هم به‌نظر بی‌اعتبار شدند.»
سرانجام این فیلم در مهر ۱۴۰۱ رفع توقیف شد، اما به دلیل شرایط ملتهب جامعه، اکران آن به تعویق افتاد.